# Тулумба
Тулумбата (от турски: tulumba) e сиропиран сладкиш, типичен за балканската кухня. Известна е и като „тулумбичка“ и „тиквена дръжка“.
Тулумбите се правят от парено тесто с източена форма (шприцовано, за да се получат характерните „бразди“ по цялата ѝ дължина), което се пържи на много силен огън, а след изстиване се потапя в захарен разтвор.
```
През 1831 г. в София е сформирана първата тулумбайджийска (пожарникарска) тайфа с мехова помпа за гасене (тулумба). Затова на покрива на храма “Света София” са направили наблюдателница за пожари.
```